# دريجة سوداء الظهر
دريجة سوداء الظهر (الاسم العلمي: Calidris melanotos) (بالإنجليزية: Pectoral Sandpiper)‏ هو نوع من الطيور يتبع جنس الدريجة من فصيلة دجاج الارض.